# Гоно Гьошев
Георги (Гоно) Гьошев (Гьошлев) Зайков (Заеков, Заяков) е български революционер, деец на Вътрешната македоно-одринска революционна организация.

## Биография
Роден е през 1886/1887 година в ениджевардарското село Крива. Става четник на Ичко Гюпчев през май 1912 година. Четата е въоръжена от върховистите на Константин Дзеков и Гюпчев е определен за ениджевардарски околийски войвода.
При избухването на Балканската война в 1912 година Гьошев е доброволец в Македоно-одринското опълчение и служи в Първа отделна партизанска рота, Четвърта рота на Тринадесета кукушка дружина, Сборна партизанска рота на МОО.